# Luigi Leone (allenatore)
Luigi Leone (Siracusa, 14 novembre 1964) è un ex pallanuotista e allenatore di pallanuoto italiano, attualmente allenatore dell’Ortigia Academy, seconda squadra del Circolo Canottieri Ortigia militante nel campionato di Serie B.

## Palmarès

### Allenatore

#### Competizioni nazionali
- Serie B: 1

1997-1998 (femminile)
- Serie A2: 1

2000-2001 (femminile)
- Serie A2: 1

2009-2010 (maschile)

#### Competizioni europee
- Coppa LEN: 1

2003-2004 (femminile)